# Сураманово
Сурама́ново (рос. Сураманово, башк. Сораман) — присілок у складі Учалинського району Башкортостану, Росія. Входить до складу Амангільдінської сільської ради.
Населення — 291 особа (2010; 332 в 2002).
Національний склад:
- башкири — 100%